# Хромат свинца(II)
Хромат свинца(II) — неорганическое химическое соединение, соль металла свинца и хромовой кислоты с формулой PbCrO4, жёлтое ядовитое кристаллическое вещество, нерастворимое в воде.

## Получение
- В природе встречается минерал крокоит — хромат свинца с примесями серебра и цинка.

- Действие хромата калия на нитрат свинца:

{\displaystyle {\mathsf {Pb(NO_{3})_{2}+K_{2}CrO_{4}\ {\xrightarrow {}}\ PbCrO_{4}\downarrow +2KNO_{3}}}}

## Физические свойства
Хромат свинца(II) образует жёлтые кристаллы моноклинной сингонии, пространственная группа P 21/n, параметры ячейки a = 0,7108 нм, b = 0,7410 нм, c = 0,677 нм, β = 102,45°, Z = 4.

## Химические свойства
- Растворяется в кислотах:

{\displaystyle {\mathsf {2PbCrO_{4}+4HNO_{3}\ {\xrightarrow {}}\ 2Pb(NO_{3})_{2}+H_{2}Cr_{2}O_{7}+H_{2}O}}}
- и щелочах:

{\displaystyle {\mathsf {PbCrO_{4}+4KOH\ {\xrightarrow {}}\ K_{2}[Pb(OH)_{4}]+K_{2}CrO_{4}}}}

## Применение
- Используется в количественном анализе свинца.
- Как пигмент «Хромовый жёлтый».
- Компонент малогазовых замедлительных составов

## Физиологическое действие
Содержащий как свинец, так и шестивалентный хром хромат свинца ядовит и обрабатывается с большой осторожностью при его изготовлении. Шестивалентный хром, свинец и другие их соединения также являются ядами.